# Municipio de Stoneview
El municipio de Stoneview (en inglés: Stoneview Township) es un municipio ubicado en el condado de Divide en el estado estadounidense de Dakota del Norte. En el año 2010 tenía una población de 22 habitantes y una densidad poblacional de 0,24 personas por km².

## Geografía
El municipio de Stoneview se encuentra ubicado en las coordenadas 48°40′38″N 102°57′2″O / 48.67722, -102.95056. Según la Oficina del Censo de los Estados Unidos, el municipio tiene una superficie total de 92.65 km², de la cual 91,35 km² corresponden a tierra firme y (1,4 %) 1,3 km² es agua.

## Demografía
Según el censo de 2010, había 22 personas residiendo en el municipio de Stoneview. La densidad de población era de 0,24 hab./km². De los 22 habitantes, el municipio de Stoneview estaba compuesto por el 100 % blancos. Del total de la población el 0 % eran hispanos o latinos de cualquier raza.